# Ургал
Урга́л (рос. Ургал) — селище у складі Верхньобуреїнського району Хабаровського краю, Росія. Входить до складу Новоургальського міського поселення.

## Населення
Населення — 71 особа (2010; 154 у 2002).
Національний склад (станом на 2002 рік):
- росіяни — 80 %